# Gashua
Gashua – miasto w Nigerii, w stanie Yobe. Według danych szacunkowych na rok 2009 liczy 63 253 mieszkańców.